# Lei Cidade Limpa
Lei Cidade Limpa é um regulamento que ordena a paisagem do município de São Paulo que está em vigor desde 1 de janeiro de 2007. A lei foi sancionada pelo então prefeito de São Paulo, Gilberto Kassab, e publicada no Diário Oficial da Cidade em 26 de dezembro de 2006 (Lei Municipal nº. 14.223/06) e proíbe a propaganda em outdoors na cidade, além de regular o tamanho de letreiros e placas de estabelecimentos comerciais, entre outras providências.
Com a lei, foi anunciado a proibição de anúncios publicitários em muros, coberturas e laterais de lotes urbanos, a publicidade em bicicletas, motos, ônibus e carros.
A lei tem como intenção reforçar a segurança dos pedestres e motoristas e facilitar o acesso aos serviços públicos de interesse da população, tais quais, vias e lougradouros.

## Características

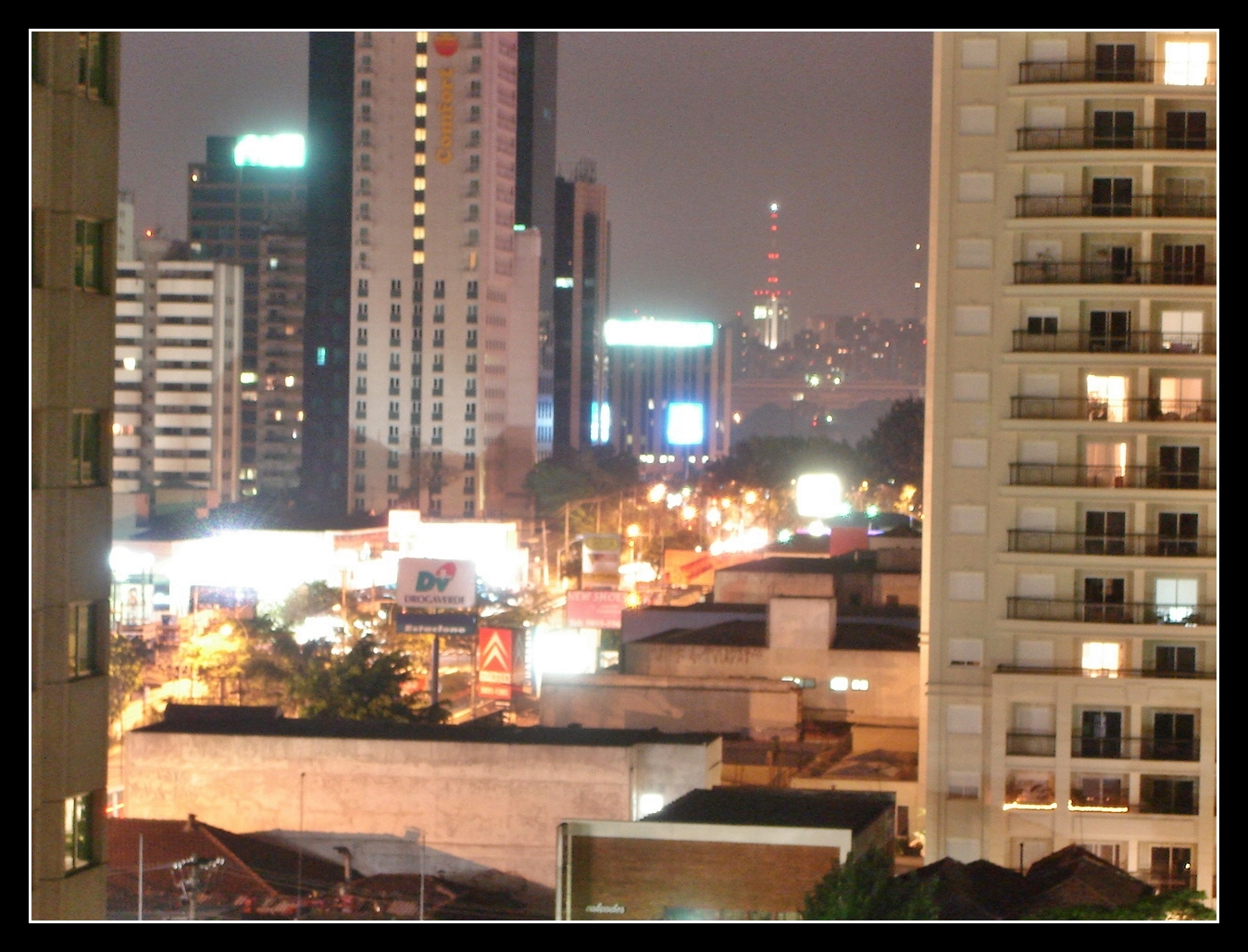
Av. Ibirapuera - novembro 2005

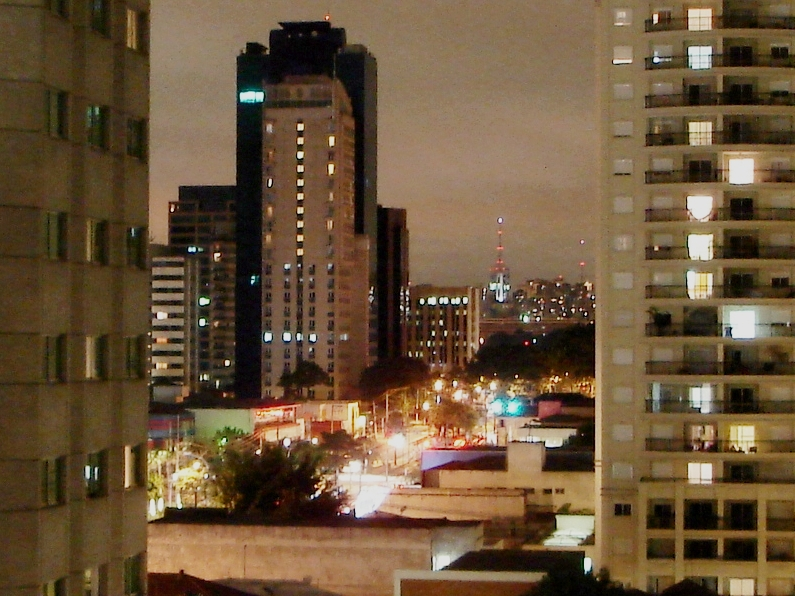
Av. Ibirapuera - março 2008

A legislação foi elaborada pela arquiteta e urbanista Regina Monteiro que estava a frente da Diretoria de Meio Ambiente e Paisagem Urbana da Emurb. A lei proíbe, em seu artigo 18, toda e qualquer forma de publicidade exterior: "Fica proibida, no âmbito do Município de São Paulo, a colocação de anúncio publicitário nos imóveis públicos e privados, edificados ou não."
A lei visa recuperar certos direitos fundamentais da cidadania que acabaram deixando de existir com o tempo. Depois dela, foi adquirido o direito de viver em uma cidade que respeita a integridade da arquitetura das edificações, o espaço urbano da cidade, o espaço urbano e o patrimônio histórico.
Após a criação da Lei Cidade Limpa, só será admitido um único anúncio indicativo (aquele que identifica, no próprio local da atividade, o estabelecimento ou os profissionais que dele fazem uso, por exemplo, placas de loja) por fachada de estabelecimento, indicando assim as informações necessárias ao público.
Os anunciantes têm a opção, entretanto, de utilizar como alternativa itens do mobiliário público urbano, tais como abrigos de ônibus, relógios públicos e placas de rua. Quanto aos letreiros, a lei tornou obrigatório que fossem proporcionais ao tamanho das fachadas. Em imóveis de pequeno porte (menos de 10 metros de fachada), o limite é de 1,5 m²; nos médios (fachadas com entre 10 metros e 100 metros), o limite é de 4 m²; e nos grandes (com fachadas de 100 metros ou mais), o letreiro não pode ser maior do que 10 m², mas neste último caso, o dos grandes poderá, ser colocado até 2 letreiros respeitando os tamanhos de cada um, e que eles estejam numa distância de pelo menos 40 metros entre si. (Realizando este tipo de anúncio, não será permitido colocar a faixa ou letreiro em nenhum outro lugar. Somente um anúncio é permitido)
- Recuo: O letreiro não poderá invadir mais que 15 centímetros da via pública.

- Totens: É permitido colocar totem desde que este esteja dentro do terreno do imóvel, e não na via pública. Altura máxima de 5m², contanto da base até a altura total da placa. (Realizando este tipo de anúncio, não será permitido colocar a faixa ou letreiro em nenhum outro lugar. Somente um anúncio é permitido)

- Toldos: O toldo que pode ser recuado ao encerramento do expediente pode conter letras com o nome do imóvel (letras de até 20 centímetros de altura), e este poderá avançar além dos 15 centímetros permitidos. (Realizando este tipo de anúncio, não será permitido colocar a faixa ou letreiro em nenhum outro lugar. Somente um anúncio é permitido)

- Banner: Poderá ser colocado à vontade, desde que esteja à 1 metro para dentro do terreno do imóvel privado. Por exemplo, se houver uma vitrine, poderá colocar dentro da vitrine desde que à 1 metro para dentro.[11][12]

## Anúncios
A Lei Cidade Limpa divide os anúncios em três categorias. O "anúncio indicativo" é aquele que identifica o local em que está inserido, como letreiros de restaurantes e placas de lojas de comércio. Já o "anúncio especial" possui finalidade cultural, educativa ou imobiliária, como propagandas políticas, cartaz de vendas e banner de eventos culturais. Por fim, o "anúncio de corporação com poder público" é o resultado de parceria “público-privada”, como placas com nome de empresas que cuidam de um espaço público, como parques e praças.
Segundo a Lei Cidade Limpa, não são considerados anúncios: nomes, símbolos ou logotipos que não estejam aplicados ou afixados. Logos de postos de serviços também não são considerados anúncios, assim como nomes de prédios e hotéis. Banners nas paredes de locais privados, como museus e teatros, além de avisos de perigo também são permitidos.

## Consequências
Uma das consequências da lei é o desvio das publicidades para os outros meios de comunicação, pois, ao retirar as propagandas da rua os profissionais que trabalham com essa mídia passaram a redirecionarem seus veículos para outros locais, como sites em internet, spam online e outros locais, e ainda assim parte da população como comerciantes não se sentem favorecidos com a lei, já que foi retirada, através dela, parte de seu meio de veiculação de suas propagandas.
Segundo o presidente da Abigraf, a Lei Cidade Limpa diminuiu no número de santinhos impressos, o que reflete diretamente na limpeza dos passeios públicos da cidade durante as eleições.
Essa foi uma das principais e mais notáveis transformações urbanas que a cidade de São Paulo já passou na última década, tornado-se um marco histórico para a capital.
Em 2011 a Prefeitura aplicou cerca de 4.591 multas, resultando cerca de 17,3 milhões aos cofres públicos. Já em 2015, as autuações tiveram um declínio para um total de 433. O então prefeito Fernando Haddad declarou que a diminuição destas multas estava ligada a uma maior conscientização da população sobre a Lei.

## Fiscalização
O não-cumprimento da lei implica uma série de punições, como por exemplo: intimação, multa, multa com reincidência (valor em dobro), cancelamento de licença/autorização (quando houver) e remoção do anúncio. Estará em situação irregular quem, por exemplo, exibir um anúncio:
- sem licença ou autorização;
- com dimensões diferentes das aprovadas;
- fora do prazo de licença / autorização;
- sem número da licença ou da autorização;
- com dimensões não permitidas;
- em mau estado de conservação.